# Xã Grant, Quận Taylor, Iowa
Xã Grant (tiếng Anh: Grant Township) là một xã thuộc quận Taylor, tiểu bang Iowa, Hoa Kỳ. Năm 2010, dân số của xã này là 485 người.